# 2009년 이란 대통령 선거 시위
2009~2010년 이란 대통령 선거 항의 시위는 2009년 6월 12일 실시된 대통령 선거에서 마무드 아마디네자드의 당선에서 촉발되었다.

## 같이 보기
- 2010년 태국 시위